# Clamp in Wonderland
CLAMP IN WONDERLAND (яп. くらんぷ　いん　わんだーらんど, укр. CLAMP в Дивосвіті) – короткі випуски манґи, а також серія кліпів, створених на студії Madhouse за участі групи манґак CLAMP.

## Манґа CLAMP in Wonderland
Перший спецвипуск було випущено на поч. 90-х років як жартівливий спецвипуск з умовами вікторини; в ньому брали участь персонажі з X/1999, RG Veda, Tokyo Babylon та CLAMP Gakuen Tanteidan. Пізніше було випущено кілька кольорових спецвипусків як додаткові жартівливі історії до оригінальних манґ. Головний персонаж цих історій є Кіміхіро Ватанукі з ×××HOLiC, який зустрічає персонажів X/1999, Kobato., Lawful Drug та Tsubasa -RESERVoir CHRoNiCLE-.

## CLAMP in Wonderland
Цей кліп було випущено на VHS у 1994 р. У ньому зображаються усі головні персонажі основних робіт групи CLAMP, створених з 1989 по 1994 рік: X/1999, RG Veda, 20 Menso ni Onegai!!, CLAMP Gakuen Tanteidan, Shin Shunkaden, Miyuki-chan in Wonderland, Magic Knight Rayearth, Shirahime-Syo, Tokyo Babylon та Gakuen Tokkei Duklyon. Також в кінці з’явився персонаж з роботи, що не належить CLAMP – Джьотаро Куджьо з “JoJo’s Bizarre Adventure”. В ендінґу намальовані у стилі чібі члени манґа-групи.

### Виробництво
- Оригінальна концепція і дизайн персонажів: CLAMP
- Планування: Нанасе Окава
- Продюсер: Сацукі Іґараші
- Виконавчий продюсер: Масакі Саваноборі, Казухіко Ікекучі, Масао Маруяма
- Сценарій: Мокона Апапа, Мік Некой, Моріо Асака
- Режисер: Моріо Асака
- Художній директор: Куміко Такахаші
- Звукорежисер: Ясунорі Хонда, Йота Цуруока
- Музика: Clamp Co., Ltd.
- У співпраці з: Clamp Research Department, Clamp Research Department's Secretarial Office, Shelty Co., Ltd.
- Виробництво: Animate, Madhouse

### Тематичні пісні
Відкриваюча пісня
- あなた だけ の WONDERLAND (аната даке но WONDERLAND) 
  - Слова: Нанасе Оокава
  - Музика: Сейко Наґаока
  - Виконує: Джюнко Хіротані

Закриваюча пісня
- 『あなた』が『幸せ』で ある よう に (“аната” ґа “шіавасе” де ару йо: ні) 
  - Слова: Нанасе Оокава
  - Музика: Сейко Наґаока
  - Виконує: Джюнко Хіротані

## CLAMP in Wonderland 2
Цей кліп було випущено на DVD 26 жовтня 2007 р. Сюжет кліпу розгортається навколо подорожі двох Мокон по світам творів CLAMP. Окрім тих персонажів, що були у першому кліпі, у новому випуску з’являються герої з тих робіт, які були створені групою протягом 1995-2006 років: ×××HOLiC, Kobato., Cardcaptor Sakura, Chobits, Clover, Angelic Layer, Lawful Drug, Wish та Tsubasa -RESERVoir CHRoNiCLE-. У ендінґу з’являються маскоти з різних манґ.

### Виробництво
- Оригінальна концепція: CLAMP
- Планування: Аґеха Оокава
- Продюсер: Міцуюкі Масухара
- Сценарій: Мокона (опенінґ), Цубакі Некой (ендінґ)
- Дизайнер персонажів, режисер анімації: (опенінґ): Хіромі Като
- Режисер анімації: (ендінґ): Йошінорі Канеморі
- Колорист: Наоко Кодама
- Художній директор: Акемі Конно
- Оператор: Юкі Хама
- Редактор: Кашіко Кімура
- Виробництво: Madhouse
- Генеральний продюсер: Pyrotechnist

### Тематичні пісні
Відкриваюча пісня
- action!
  - Слова: Маая Сакамото
  - Музика: h-wonder
  - Виконує: Джюнко Хіротані

Закриваюча пісня
- Oh YEAH! 
  - Слова: Ріеко Іто
  - Музика: Кацутоші Кітаґава
  - Виконує: ROUND TABLE featuring Nino